# دينا خطابي
دينا خطابي (بل القتابي) (بالإنجليزية: Dina Katabi) (وُلِدت عام 1971 في دمشق) عالمة حاسوب أمريكية سوريّة الأصل، تشغل منصب بروفيسور في الهندسة الكهربائية وعلوم الحاسوب في معهد ماساتشوستس للتكنولوجيا ومديرة مركز اللاسلكية في المعهد.

## سيرة أكاديمية
نالت دينا درجة البكالوريوس من جامعة دمشق عام 1995، والماجستير والدكتوراه في علوم الكمبيوتر من معهد ماساتشوستس للتكنولوجيا في عام 1998 و 2003 على التوالي. وفي عام 2003، انضمت الخطابي إلى معهد ماساتشوستس للتكنولوجيا، حيث تحمل حاليا لقب أستاذ في قسم الهندسة الكهربائية وعلوم الحاسوب. وهي المدير المشارك لمركز معهد ماساتشوستس للتكنولوجيا للشبكات اللاسلكية والهاتف المحمول الحوسبة والباحث الرئيسي في علوم الحاسوب ومختبر الذكاء الاصطناعي .

## الجوائز
في عام 2013، نالت جائزة جريس موراي هوبر باعتبارها عالمة حاسوب بارزة.
في عام 2012، تم اختيار عملها على تحويل فوريه المتناثر كواحدة من أكبر 10 اختراقات في السنة في استعراض Technology Review.
في سبتمبر 2013، حازت دينا على منحة ماك آرثر على أبحاثها. في نفس العام، أصبحت أيضا زميلاً في رابطة مكائن الحوسبة.
في احتفال الذكرى الـ 50 لمشروع ماك عام 2014، تم اختيار عملها في مجال الرؤية بالأشعّة السينيّة كإحدى الطرق الـ 50 التي طوّر فيها معهد MIT علم الحاسوب.

## روابط خارجية
- صفحة دينا خطابي في موقع MIT
- مركز MIT للشبكات اللاسلكية والحوسبة المتنقّلة نسخة محفوظة 5 أبريل 2019 على موقع واي باك مشين.

## اقرأ أيضا
- قائمة العلماء والمهندسين العرب في العصر الحديث